# 千葉県道132号土気停車場金剛地線
千葉県道132号土気停車場金剛地線（ちばけんどう132ごう とけていしゃじょうこんごうじせん）は、千葉県千葉市緑区のJR外房線土気駅と市原市金剛地を結ぶ一般県道である。

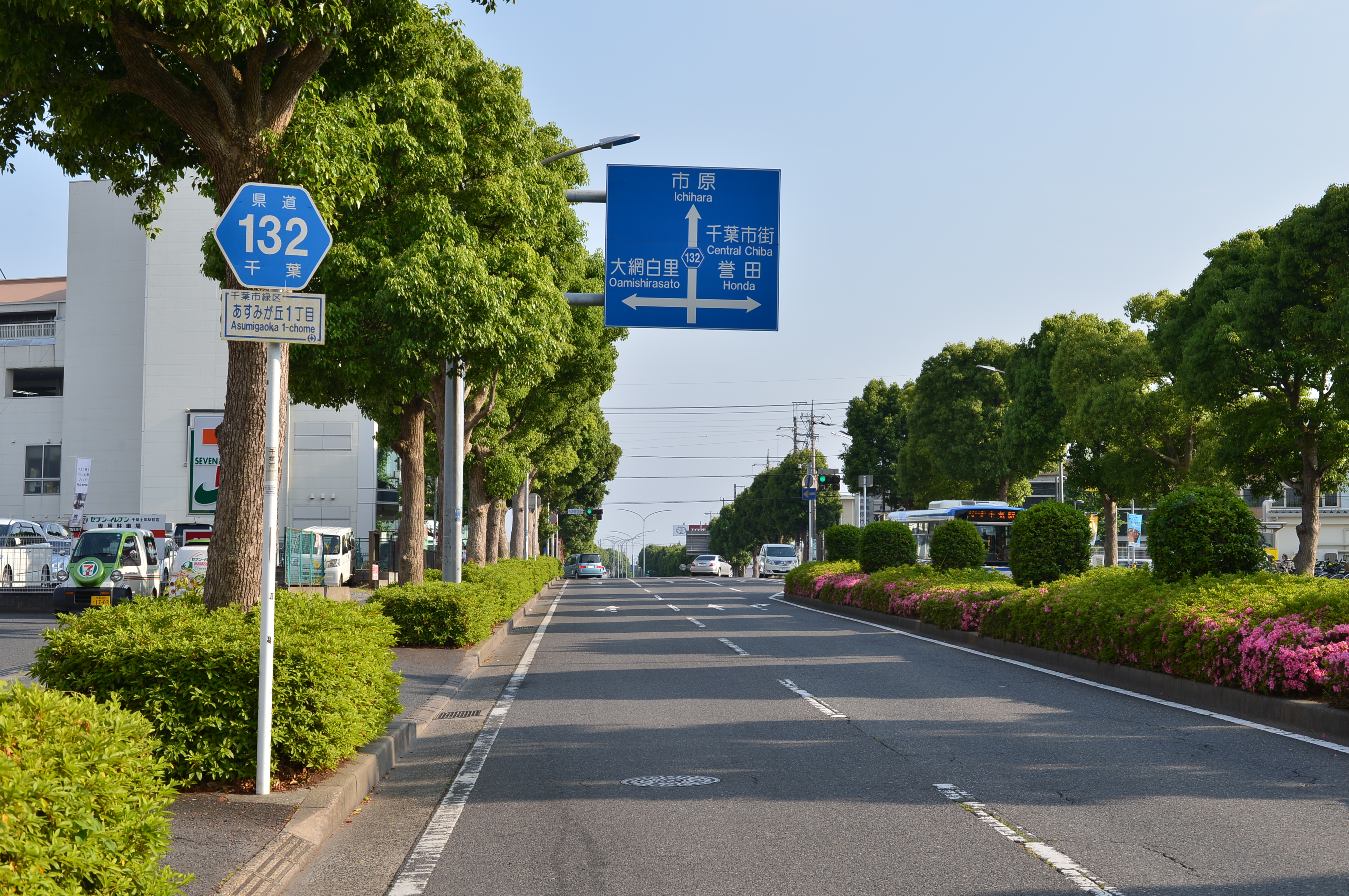
千葉市緑区あすみが丘1丁目（2015年5月）

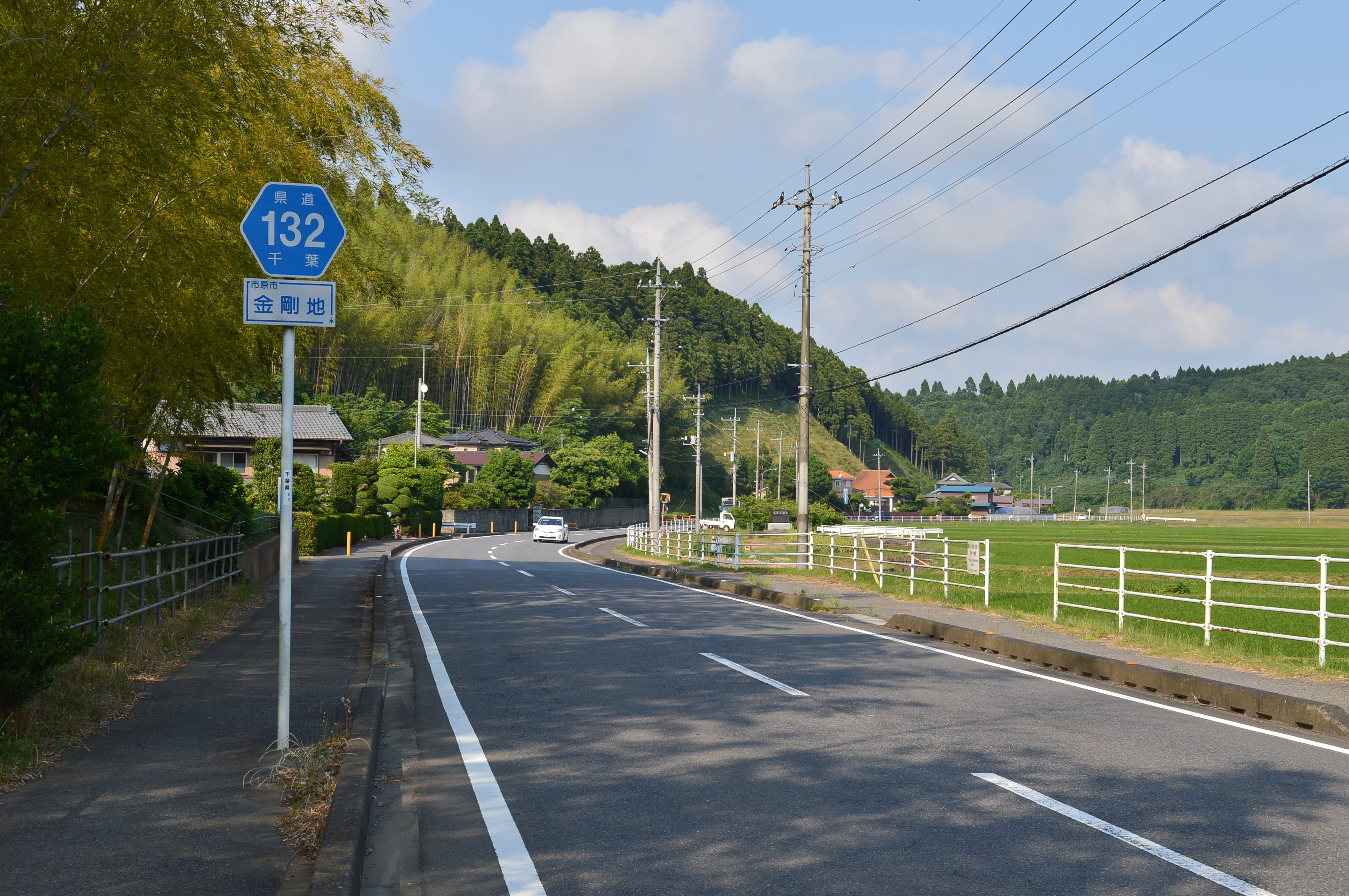
市原市金剛地（2015年5月）

## 概要
土気駅南口からあすみが丘ブランニューモールの区間は「あすみ大通り」の愛称がつけられており、読売新聞社選定の「新・日本街路樹100景」（1994年）のひとつに選定されている。

### 路線データ
- 本線（Google マップ）
- 起点：千葉県千葉市緑区あすみが丘1丁目 土気停車場[2]（外房線土気駅南口）
- 終点：千葉県市原市金剛地[2]（千葉県道21号五井本納線交点）
- 総延長：*.* km（千葉土木事務所管内：*.* km、市原土木事務所管内：*.* km）
- 重用延長：*.* km（千葉土木事務所管内：*.* km、市原土木事務所管内：*.* km）
- 実延長：*.* km（千葉土木事務所管内：*.* km、市原土木事務所管内：1.133 km[2]）

## 地理

### 通過する自治体
- 千葉県
  - 千葉市（緑区） - 市原市

### 交差する道路
- 大網街道
- 千葉外房有料道路（千葉市緑区板倉町）
- 千葉県道21号五井本納線（終点）

### 周辺
- JR外房線 土気駅
- あすみが丘ブランニューモール（千葉市緑区あすみが丘7丁目）
- 千葉市立大椎中学校（千葉市緑区あすみが丘8丁目）
- 大椎城跡